# Варшава Юніт
Варшава Юніт (або Warsaw Unit) — хмарочос у місті Варшава, Польща. Він розташований на кільцевій розв'язці за адресою Рондо Дашинськєго, 1, у районі Воля, в мікрорайоні Міров. Було відкрито у 2021 році.

## Назва
За словами представників компанії-забудовника Ghelamco, назва Варшава Юніт походить від Unité d'habitation (житловий комплекс) у Марселі – модерністського житлового комплексу, розробленого Ле Корбюзьє. Назва також пишеться як Warsaw UNIT. Раніше, до листопада 2018 року, будівля була відома як Спінакер.

## Дизайн та технічні деталі

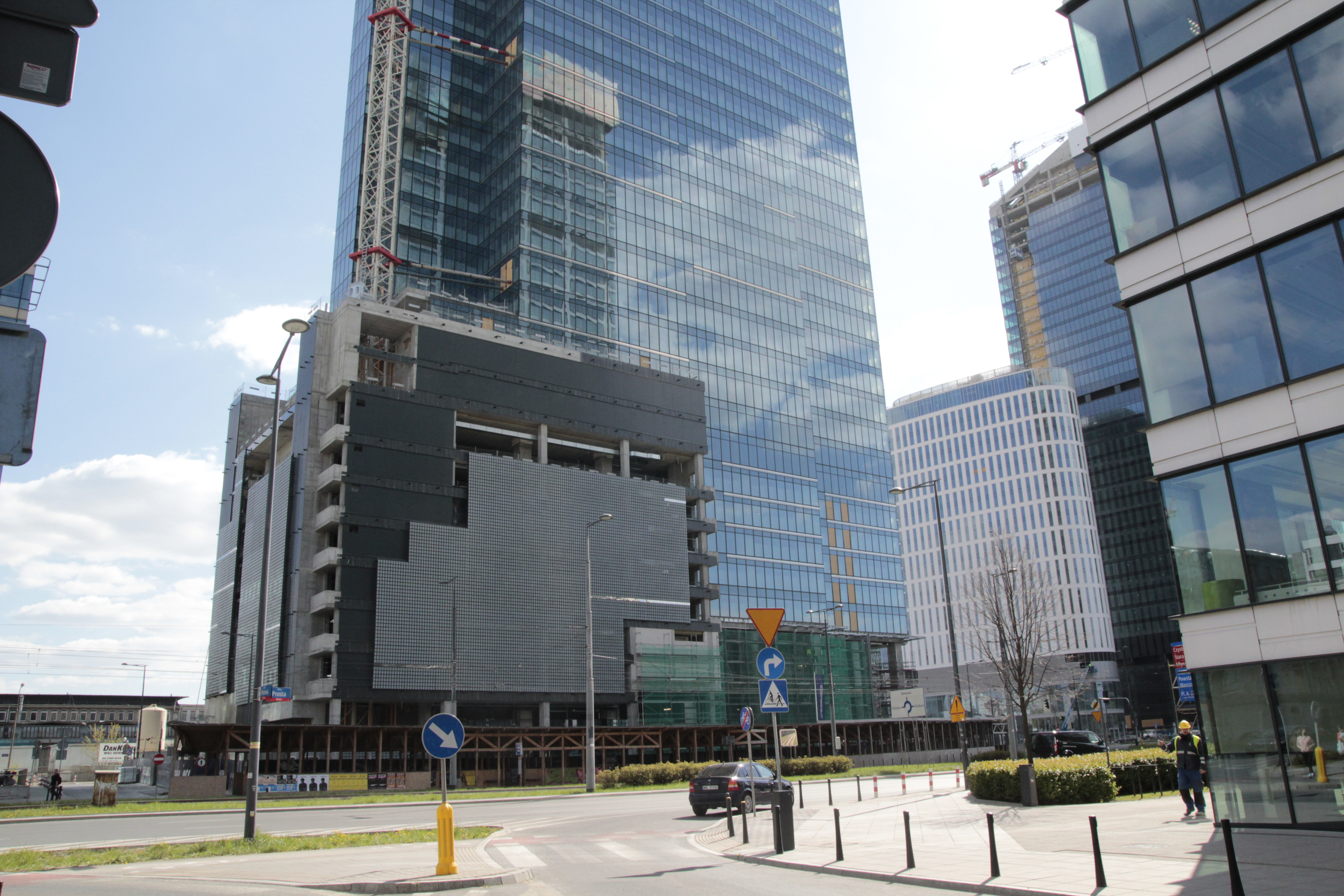
Варшава Юніт, що будується, у 2020 році, вид на кінетичний фасад типу Шкіра дракона.

Будівля має 46 поверхів, її висота від основи до даху дорівнює 180 м, а загальна висота, включаючи технічне обладнання на даху, 202 м. За своєю загальною висотою це 5-та найвища будівля в місті Варшава та 6-та найвища будівля в Польщі. Якщо врахувати лише висоту до даху, це 7-ма найвища будівля в місті та 8-ма в країні.
Площа будівлі становить 59 000 м², включаючи офісні приміщення площею 57 000 м² та 300 м² комерційних та сервісних приміщень. У ній є 14 ліфтів та автостоянка на 456 паркувальних місць.
Частина фасаду будівлі покрита кінетичним фасадом типу Шкіра дракона, що складається з тисяч рухомих пластин, що переміщуються на вітрі, утворюючи ілюзії зображень на стінах будівлі. На останньому поверсі є тераса, оточена скляними стінами.

## Історія
Будівництво будівлі фінансувалося Ghelamco Group, а її проєкт розробила архітектурне бюро Польсько-бельгійська архітектурна компанія. Будівлю було збудовано на невеликій ділянці землі, на якій раніше розташовувався історичний багатоквартирний будинок за адресою вул. Панська, 112, поблизу кільцевої розв'язки Дашинського між вулицями Проста, Панська та Вроня. Будівництво розпочалося у квітні 2017 року та було завершено у березні 2021 року.
У листопаді 2024 року будівлю було продано Eastnine.